# Irvine Meadows Amphitheatre
Das Irvine Meadows Amphitheatre (ursprünglich Verizon Wireless Amphitheatre) war ein Amphitheater in Laguna Hills, Irvine, Kalifornien, Vereinigte Staaten. Die Veranstaltungsstätte wurde von 1980 bis 1981 von der Immobilienfirma Irvine Company erbaut. Mit einer Kapazität von 16.085 Plätzen ist es das größte Amphitheater seiner Art im kalifornischen Orange County. Es wurde von Live Nation Entertainment geführt, 2016 geschlossen und abgerissen. Das Gelände wurde danach mit Wohnhäusern bebaut.

## Konzerte
| Jahr | Künstler                 |
| ---- | ------------------------ |
| 1982 | Ozzy Osbourne            |
| 1986 | The Smiths               |
| 1987 | Deep Purple              |
| 1988 | Eric Clapton             |
| 1988 | Michael Jackson          |
| 1991 | Judas Priest             |
| 1995 | Rage Against the Machine |
| 2008 | Miley Cyrus              |